# Arpema phaleroides
Arpema phaleroides är en fjärilsart som beskrevs av Rothschild 1917. Arpema phaleroides ingår i släktet Arpema och familjen tandspinnare. Inga underarter finns listade i Catalogue of Life.